# Bastien Lachaud
Pour les articles homonymes, voir Lachaud.
Bastien Lachaud, né le 5 août 1980 à Vitry-sur-Seine, est un homme politique français.
Après avoir commencé à militer au Parti socialiste, qu'il quitte en 2008, il devient secrétaire national du nouveau Parti de gauche, puis cadre de La France insoumise. Il est élu député dans la sixième circonscription de la Seine-Saint-Denis lors des élections législatives de 2017 puis réélu en 2022 et en 2024. Il est le directeur des événements des campagnes présidentielles de Jean-Luc Mélenchon en 2017 et en 2022.

## Biographie

### Parcours professionnel
Bastien Lachaud a exercé le métier de professeur d'histoire. En 2004, il est reçu au CAPES externe d'histoire-géographie après une licence et un master d'histoire à l'université Panthéon-Sorbonne. Il enseigne l'histoire-géographie pendant dix ans dans le Val-de-Marne.

### Cadre du Parti de gauche et de La France insoumise
Issu d'une famille de gauche, il adhère au Parti socialiste à dix-huit ans et devient actif au sein du club politique Pour la République Sociale de Jean-Luc Mélenchon (aux côtés notamment d'Alexis Corbière, Raquel Garrido, Charlotte Girard et Danielle Simonnet). Il quitte le PS en 2008 pour rejoindre le Parti de gauche, dont il est secrétaire national.
Dès 2012, il participe à l'organisation des meetings de campagne de Jean-Luc Mélenchon.
En décembre 2015, il participe à la création de l’association L’Ère du peuple dont l'objectif est d'être un « support technique et logistique » à Jean-Luc Mélenchon avec Laurent Mafféïs et Mathilde Panot. Il en est à la fois trésorier et salarié.
Lors de la campagne présidentielle de 2017, Bastien Lachaud est responsable des campagnes numériques de Jean-Luc Mélenchon,.
Il dirige la campagne des législatives de 2017 pour La France insoumise,. Après les élections législatives de 2017, il coordonne avec Manuel Bompard, le responsable des campagnes de La France insoumise, l’ensemble du processus de structuration du mouvement. Selon Manuel Cervera-Marzal, sociologue spécialiste de la France Insoumise, il assure la jonction entre le groupe parlementaire de La France Insoumise et le mouvement politique.

### Directeur des événements de la campagne présidentielle de l'Union populaire en 2022
Bastien Lachaud est directeur des événements de la campagne présidentielle de Jean-Luc Mélenchon (Union populaire). Il est notamment à l'origine du meeting immersif et olfactif du 16 janvier 2022 à Nantes, qui est une première mondiale.
Il a également organisé le multimeeting holographique du 5 avril 2022 mené simultanément dans 12 villes : Lille, Albertville, Besançon, le Havre, Metz, Montluçon, Narbonne, Nice, Pau, Poitiers, Trappes et Vannes.
Jean-Luc Mélenchon annonce qu'il sera son ministre de la Défense s'il est élu président de la République.

### Député desXVe,XVIeet XVIIe législature

#### Élection
Bien qu'arrivé en deuxième position au premier tour des élections législatives de 2017 face au secrétaire départemental LREM dans la sixième circonscription de la Seine-Saint-Denis, il s'impose largement au second tour ,. Mediapart indique qu'il est « un parfait inconnu » dans la circonscription lorsqu'il est élu.
Lors des législatives de 2022, il est parmi les quinze candidats à avoir dépassé 50 % au 1er tour, et a obtenu un des meilleurs scores nationaux de son parti. Il n'est cependant pas élu dès le premier tour, faute de participation suffisante : un second tour est organisé.
Lors des élections législatives anticipées de 2024, à la suite de la dissolution de l'Assemblée nationale, il est réélu au premier tour, sous la bannière du Nouveau Front populaire, rassemblant 71,68 % des suffrages exprimés, soit plus de 40% des inscrits.

#### Activité législative
À l'Assemblée nationale, il est membre de la commission de la Défense nationale et des Forces armées et préside le groupe d'étude sur les discriminations et LGBTQI-phobies dans le monde. Il est également vice-président du groupe d'amitié France-Tunisie.
Critiqué pour sa faible présence au cours de son mandat dans sa circonscription, où il ne réside pas, il indique être « contre le fait que le député soit lié à une circonscription ».
Végétarien depuis 2018, il a proposé que l'agar-agar soit soutenu comme alternative à la gélatine, d’origine animale,, et a déposé une proposition de loi, reprenant les articles d'une précédente proposition de loi déposée en 2017 par Laurence Rossignol (PS), visant à interdire la chasse à courre, et soutenue par 19 députés des groupes LR, PCF, LFI, LREM et MoDem,. Ces initiatives parlementaires n'ont pas abouti.
En 2018, il dépose une proposition de loi relative à l'allongement du congé de paternité en cas d'accouchement prématuré ou d'hospitalisation du nouveau-né : celle-ci est cosignée par une trentaine de députés LFI, communistes, MoDem, UDI, LR et non-inscrits. À la suite d'un rapport de l'Inspection générale des affaires sociales (IGAS) auquel il a contribué, la mesure est votée dans le budget, et ce droit devient effectif en juillet 2019,.
Il est co-rapporteur d'une mission d'information sur les pratiques visant à modifier l'orientation sexuelle ou l'identité de genre d'une personne, dites « thérapies de conversion », avec la députée Laurence Vanceunebrock-Mialon en 2019. Les travaux de cette mission donnent lieu au vote d'une proposition de loi le 5 octobre 2021 à l'Assemblée nationale. Cette proposition de loi est adoptée à l'unanimité et promulguée le 31 janvier 2022.
Le 14 janvier 2022, il porte avec succès une loi concernant la réhabilitation de plus de 600 soldats « fusillés pour l'exemple » lors de la Première Guerre mondiale. Adoptée avec 36 voix contre 26, ce texte stipule que « les militaires en service dans les armées françaises du 2 août 1914 au 11 novembre 1918 ayant été condamnés à mort pour désobéissance militaire ou mutilation volontaire (...) et dont la condamnation a été exécutée, font l'objet d'une réhabilitation générale et collective, civique et morale ». En outre, la proposition de loi adoptée demande que les noms des soldats soient inscrits sur les monuments aux morts et qu'un monument national soit érigé.

## Affaires judiciaires

### Perquisition et altercation avec des forces de l'ordre
Le 16 octobre 2018, dans le cadre des enquêtes préliminaires sur les comptes de campagne de 2017 et sur les emplois présumés fictifs au Parlement européen, une perquisition est menée par l'Office central de lutte contre la corruption et les infractions financières et fiscales dans les locaux de La France insoumise. Bastien Lachaud, aux côtés notamment de Jean-Luc Mélenchon, est impliqué dans des échanges virulents avec les forces de l'ordre. Un procès en correctionnelle s'est tenu à Bobigny en septembre 2019 pour « actes d'intimidation contre l'autorité judiciaire, rébellion et provocation »,, au terme duquel 8 000 euros d'amende sont requis contre Bastien Lachaud. Le 9 décembre, il est condamné à une amende de 6 000 euros.

### Mise en examen
Le 22 septembre 2021, il est mis en examen pour « prêt illicite de main-d'œuvre, faux, escroquerie et tentative d'escroquerie » dans le cadre de l'enquête sur les comptes de campagne de Jean-Luc Mélenchon en 2017. Il était alors salarié de l'association L'Ère du Peuple, qui l'a rétribué 29 000 euros brut  en treize mois; prestation qui aurait été facturée par l'association pour près de 130 000 euros à La France insoumise selon Radio France,. L'équipe de campagne est ainsi soupçonnée d'avoir surévalué auprès de la Commission des comptes de campagne les dépenses de rémunération de ses collaborateurs afin de bénéficier du remboursement de la somme majorée. Selon l'association L'Ère du Peuple et La France insoumise, le ratio d'écart entre le salaire de Bastien Lachaud et la somme facturée serait en réalité de 2,8 - et non de 4,3 comme avancé par Radio France - et correspond aux tarifs pratiqués par les agences d'intérim, où la norme est un ratio allant de 2 à 3.
Le 16 juin 2022, la chambre de l'instruction de la cour d'appel de Paris confirme les mises en examen de l'association L'Ère du peuple, de Marie-Pierre Oprandi, mandataire financière de Jean-Luc Mélenchon et de Bastien Lachaud. Ces derniers ont déposé des requêtes en annulation des poursuites les concernant.

## Publications
En 2019, Bastien Lachaud publie un essai intitulé Faut-il faire la guerre à la Russie ? aux éditions du Cerf. Selon le député de La France insoumise, « bien d’autres faits ont conduit à la déstabilisation du monde que les provocations réelles ou supposées de la Russie », tels que, notamment, l'extension de l'OTAN qu'il présente comme étant à l’origine de la crise ukrainienne, les guerres unilatérales au Proche-Orient qui auraient produit l’organisation de l’État islamique ou encore le changement climatique.